# Contact corporal
Contactul corporal poate exercitat fi activ sa pasiv, el se referă la atingerea propriului corp, sau de cele mai multe ori la atingerea unui corp străin. Această atngere în funcție de intensitate și locul atingerii poate fi interpretat ca un gest de tandrețe sau ca un abuz sexual. Tot în această categorie sunt considerate de unii și loviturile cu palma sau pumnul.  
Începând cu prima jumătate a secolului XX, au fost făcute cercetări pe copii, în acest domeniu de medicul pediatru L. Emmett Holt și psihologul John B. Watson. Ei au descris ce importantă este afectivitatea la copii sugari, aceste studii au fost concretizate de austriacul Sigmund Freud. Azi deja se știe cu certitudine ce important este în dezvoltarea copilului, mângâierea sau contactul corporal.